# Quentin Oliver Lee
 Quentin Oliver Lee (28 de enero de 1988-1 de diciembre del 2022) fue un actor y productor estadounidense, conocido por haber trabajado en diversas producciones teatrales como El Fantasma de la Ópera y Caroline or Change.

## Biografía
Comenzó su carrera en 2007, apareciendo en muchas obras teatrales. Tuvo grandes logros en su carrera, incluida la actuación como solista en Handel's Messiah con el Flagstaff Master Chorale, solista invitado para Sedona Opera Saloons, solista para la celebración del Día de Martin Luther King Jr. en Jacksonville Beach, Florida, y como un artista en la embajada rumana en Nueva York.
También apareció en la obra de teatro nominada a los Premios Tony Caroline or Change.
Contrajo matrimonio en el 2010 con Angie Lee, y juntos tuvieron una hija llamada Samantha.
Falleció en la noche del 1 de diciembre de 2022, a los 34 años, luego de luchar contra un severo cáncer colorrectal.